# Plumont
Plumont é uma comuna francesa na região administrativa de Borgonha-Franco-Condado, no departamento de Jura. Estende-se por uma área de 12,1 km². Em 2010 a comuna tinha 105 habitantes (densidade: 8,7 hab./km²).